# Иван Фрязин
Иван Фрязин — прозвище выходца из Италии Джан Батисты делла Вольпе (итал. Giambattista Della Volpe), дипломата и авантюриста на русской службе в XV веке, дяди Антона Фрязина (Антонио Джиларди). «Фрязин» — искажённое «франк» — старорусское название выходцев из Южной Европы, в основном итальянцев.
Б. Н. Флоря считает, что Иван Лисицын Фрязинов, встречающийся в русской дипломатической переписке — это также Вольпе (так как итал. volpe — это «лиса»).

## Биография
Дворянского происхождения, из итальянского города Виченцы.
Около 1455 года отправился на восток Европы; побывал у татар, потом явился в Москву, где, приняв православие, поступил на службу к великому князю Ивану III монетным мастером.
В 1469 году Вольпе был отправлен к римскому двору сватать для Ивана III византийскую царевну в изгнании Софию Палеолог.
Через своего племянника Антонио Джиларди, возвращавшегося из Москвы, Вольпе предложил венецианскому правительству услугу — помочь поднять на турок войско Золотой Орды в количестве 200 тысяч конницы. Сенат принял предложение и в 1471 году отправил через Москву в Орду своего секретаря Жан-Батиста Тревизана. В Москве, однако, Вольпе почему-то скрыл от великого князя настоящую миссию Тревизана и выдал его за своего племянника, по профессии купца, рассчитывая потихоньку провести его в Орду.
Вторично Вольпе поехал в Рим в 1472 году, где был заместителем Ивана III при совершении брачного обряда. Выехав из Рима вместе с Софией 24 июня, Вольпе 12 ноября был уже в Москве. В споре о дозволении папскому легату Антонию Бонумбре вступить в Москву в предшествии святого Креста, Вольпе горячо отстаивал интересы католиков.
С приездом Софии Палеолог (по русским источникам — даже ранее) обман Вольпе о настоящей миссии Тревизана открылся. Разгневанный Иван III заточил Вольпе в городе Коломне, имущество его приказал разграбить, а жену и детей — выгнать из дома. Тревизан едва не поплатился головой. Лишь после сношения с венецианским правительством, когда выяснилось, что посольство к татарам не носило характера враждебного Русскому государству, Тревизан был отпущен к хану Ахмату.
Дальнейшая судьба Вольпе неизвестна.

## Образ в кино
- София (телесериал) (2016) — Джулиано ди Капуа